# The Little Old Log Cabin in the Lane

The Little Old Log Cabin in the Lane est une chanson populaire écrite par William Shakespeare Hays (en)en 1871. Écrite en dialecte, la chanson raconte l'histoire d'un vieil homme, un esclave vraisemblablement, passant ses dernières années dans une vieille carlingue.

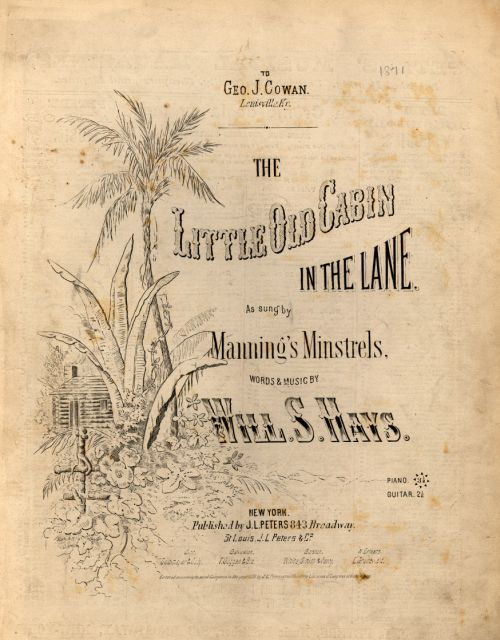
Couverture de la partition de The Little Old Log Cabin in the Lane (1871)

La chanson très populaire, a été utilisée comme base pour plusieurs autres chansons. La mélodie a été employée couramment dans quelques chansons western comme The Little Old Sod Shanty On The Claim et Little Joe the Wrangler (en), Little Red Caboose Behind The Train ou encore The Lily of the Valley.
Fiddlin' John Carson enregistra en 1923 une version de The Little Old Log Cabin In The Lane. Ce fut le premier enregistrement commercial fait par une personne rurale blanche. Le succès de ce titre motiva l'industrie du disque à enregistrer d'autres chansons folk.
Ce titre est devenu depuis un standard de la musique bluegrass.
En 1998, la version enregistrée par Fiddlin' John Carson a reçu le Grammy Hall of Fame Award.